# Simona Krupeckaitė
Simona Krupeckaitė (Utena, 13 de diciembre de 1982) es una deportista lituana que compite en ciclismo en la modalidad de pista, especialista en las pruebas de velocidad y keirin.
Ganó 13 medallas en el Campeonato Mundial de Ciclismo en Pista entre los años 2004 y 2018, y 10 medallas en el Campeonato Europeo de Ciclismo en Pista entre los años 2009 y 2017. En los Juegos Europeos de Minsk 2019 obtuvo dos medallas, oro en la prueba de keirin y plata en velocidad por equipos.
Participó en cuatro Juegos Olímpicos de Verano, entre los años 2004 y 2016, ocupando en Atenas 2004 el cuarto lugar en 500 m contrarreloj y el séptimo en velocidad individual, en Pekín 2008 el octavo lugar en velocidad individual, en Londres 2012 el quinto lugar en velocidad individual y el séptimo en kerin y en Río de Janeiro 2016 el séptimo en velocidad individual.

## Medallero internacional
| Campeonato Mundial | Campeonato Mundial       | Campeonato Mundial | Campeonato Mundial    |
| Año                | Lugar                    | Medalla            | Competición           |
| ------------------ | ------------------------ | ------------------ | --------------------- |
| 2004               | Melbourne (Australia)    | Medalla de bronce  | 500 m contrarreloj    |
| 2008               | Mánchester (Reino Unido) | Medalla de plata   | Velocidad individual  |
| 2008               | Mánchester (Reino Unido) | Medalla de plata   | 500 m contrarreloj    |
| 2009               | Pruszków (Polonia)       | Medalla de oro     | 500 m contrarreloj    |
| 2009               | Pruszków (Polonia)       | Medalla de bronce  | Velocidad individual  |
| 2009               | Pruszków (Polonia)       | Medalla de bronce  | Velocidad por equipos |
| 2010               | Ballerup (Dinamarca)     | Medalla de oro     | Keirin                |
| 2010               | Ballerup (Dinamarca)     | Medalla de plata   | 500 m contrarreloj    |
| 2010               | Ballerup (Dinamarca)     | Medalla de bronce  | Velocidad individual  |
| 2010               | Ballerup (Dinamarca)     | Medalla de bronce  | Velocidad por equipos |
| 2011               | Apeldoorn (Países Bajos) | Medalla de plata   | Velocidad individual  |
| 2012               | Melbourne (Australia)    | Medalla de plata   | Velocidad individual  |
| 2018               | Apeldoorn (Países Bajos) | Medalla de bronce  | Keirin                |
| Juegos Europeos    |                          |                    |                       |
| Año                | Lugar                    | Medalla            | Competición           |
| 2019               | Minsk (Bielorrusia)      | Medalla de oro     | Keirin                |
| 2019               | Minsk (Bielorrusia)      | Medalla de plata   | Velocidad por equipos |
| Campeonato Europeo |                          |                    |                       |
| Año                | Lugar                    | Medalla            | Competición           |
| 2009               | Gante (Bélgica)          | Medalla de oro     | Ómnium esprint        |
| 2010               | Pruszków (Polonia)       | Medalla de plata   | Keirin                |
| 2010               | Pruszków (Polonia)       | Medalla de bronce  | Velocidad individual  |
| 2012               | Panevėžys (Lituania)     | Medalla de oro     | Velocidad por equipos |
| 2012               | Panevėžys (Lituania)     | Medalla de oro     | Keirin                |
| 2012               | Panevėžys (Lituania)     | Medalla de bronce  | Velocidad individual  |
| 2016               | Saint-Quentin (Francia)  | Medalla de oro     | Velocidad individual  |
| 2016               | Saint-Quentin (Francia)  | Medalla de bronce  | Velocidad por equipos |
| 2016               | Saint-Quentin (Francia)  | Medalla de bronce  | Keirin                |
| 2017               | Berlín (Alemania)        | Medalla de plata   | Keirin                |

1. ↑  Campeonato Europeo realizado sólo para la disciplina de ómnium.
2. ↑  Variedad de ómnium que incluía cuatro pruebas de esprint: 200 m vuelta lanzada, keirin, eliminación y velocidad individual.